# گیاه زیگزاگ
گیاه زیگزاگ که به ستون فقرات نیز معروف است بومی نواحی مرکزی قاره آمریکا بوده و امروزه به دلیل شکل زیبا و زیگزاگ مانندش در آپارتمان ها بسیار دیده می شود. برگ های این گیاه سبز رنگ و ابلق هستند اما در برخی شرایط صورتی رنگ نیز می شوند.

## شرایط نگهداری
از آنجا که این گیاه جز گیاهان گوشتی محسوب می شود مانند آنها نیز نسبت به آبیاری زیاد حساس است و احتمال پوسیدگی ساقه با مرطوب ماندن همیشگی خاک وجود دارد. این گیاه بهتر است در قسمت روشن تا نیمه روشن اما دور از نور مستقیم خورشید در خانه نگهداری شود. خاک گلدان باید زهکشی خوبی داشته باشد تا آب ته گلدان باقی نماند.